# Walace
Walace, mit vollem Namen Walace Souza Silva (* 4. April 1995 in Salvador), ist ein brasilianischer Fußballspieler. Der defensive Mittelfeldspieler steht beim Cruzeiro EC unter Vertrag und ist brasilianischer Nationalspieler.

## Karriere

### Vereine

#### Anfänge in Brasilien
Walace begann seine Vereinskarriere in der Jugend des FC Simões Filho aus der gleichnamigen Stadt. 2011 wechselte er in die Jugend des Avaí FC. Ein Jahr später wurde Walace an den EC Bahia ausgeliehen. Anfang 2013 wechselte er in die Jugend von Grêmio FBPA.
In der Série A 2014 kam Walace erstmals für die erste Mannschaft in der Série A zum Einsatz. Insgesamt kam er auf 19 Einsätze ohne eigenen Torerfolg. Auch in der Saison 2015 kam Walace regelmäßig zum Einsatz. Auf acht Einsätze in der Staatsmeisterschaft von Rio Grande do Sul folgten 34 Einsätze in der Série A (jeweils ohne Torerfolg). In der Saison 2016 folgten acht Einsätze in der Staatsmeisterschaft, in denen ihm drei Treffer gelangen, sowie 24 Einsätze in der Série A, in denen Walace ein Tor erzielte. Zudem war er mit acht Einsätzen (kein Tor) am Gewinn der Copa do Brasil beteiligt. Die Transferrechte an Walace wurden zu 60 Prozent von Gremio und zu je 20 Prozent von zwei Konsortien gehalten.

#### Wechsel nach Deutschland
Ende Januar 2017 wechselte Walace in die Bundesliga zum Hamburger SV, bei dem er einen bis zum 30. Juni 2021 datierten Vertrag erhielt. Am 7. Februar 2017 gab er sein Debüt für den HSV. Im Achtelfinalspiel des DFB-Pokal 2016/17 gegen den 1. FC Köln stand er in der Startelf. In der Partie erhielt er in der 51. Minute die gelbe Karte und wurde in der 65. für Matthias Ostrzolek ausgewechselt. Bei seinem Bundesligadebüt am 11. Februar 2017 erzielte er beim 3:0-Auswärtssieg gegen RB Leipzig in der 24. Minute mit einem Kopfball das Tor zum 2:0. Mit diesem Treffer wurde er zum 250. Torschützen des HSV in der Bundesliga. Bis zum Ende der Saison 2016/17 kam Walace insgesamt zu neun Bundesligaeinsätzen (ein Tor), wobei er aber an den letzten drei Spieltagen im Abstiegskampf keine Berücksichtigung mehr fand. In der Hinrunde der Saison 2017/18 kam Walace, neben einem Einsatz im DFB-Pokal (kein Tor), elfmal in der Bundesliga zum Einsatz und erzielte einen Treffer. Am 1. Januar 2018 erschien Walace, der sich zu diesem Zeitpunkt mit einem Transfer beschäftigte, nach seinem Heimaturlaub während der Winterpause nicht am Hamburger Flughafen zum Abflug in das Trainingslager in Jerez de la Frontera. Nachdem Walace am 5. Januar im Trainingslager eingetroffen war, erhielt er eine Abmahnung sowie eine Geldstrafe. Ein Wechsel zu Flamengo Rio de Janeiro scheiterte. Nachdem Walace von Markus Gisdol an den ersten beiden Rückrundenspieltagen nicht für den Kader berücksichtigt worden war, stand er im ersten Spiel des neuen Trainers Bernd Hollerbach in der Startelf. Auch in den übrigen sechs Spielen unter Hollerbach stand Walace in der Startelf. Nachdem Christian Titz die Mannschaft übernommen hatte, teilte er Walace mit, dass er mit ihm in der Innenverteidigung plane. Dies lehnte Walace ab, weshalb er nicht in den Spieltagskader für das Bundesligaspiel gegen Hertha BSC am 17. März (1:2) berufen wurde. Des Weiteren kam er seiner Pflicht nicht nach, das Spiel seiner sich im Abstiegskampf befindenden Mannschaft im Stadion zu verfolgen, sondern fuhr nach einem am Spieltag angesetzten Spielersatztraining nach Hause. Aufgrund des wiederholten Fehlverhaltens wurde Walace am 20. März in die zweite Mannschaft versetzt, war für diese als Nicht-EU-Ausländer in der viertklassigen Regionalliga Nord jedoch nicht spielberechtigt. Nachdem er am 25. März einem Training ferngeblieben war und sich stattdessen in Mailand aufgehalten und von dort Fotos via Instagram veröffentlicht hatte, wurde gegen ihn erneut eine Geldstrafe ausgesprochen. Mit Hamburg stieg Walace am Saisonende in die 2. Bundesliga ab.
Zur Saison 2018/19 wechselte Walace zu Hannover 96. Er unterschrieb beim Vorjahres-13. der Bundesliga einen Vertrag mit einer Laufzeit bis zum 30. Juni 2022. Dort kam er unter den Cheftrainern André Breitenreiter und Thomas Doll auf 26 Bundesligaeinsätze (23-mal von Beginn), in denen er ein Tor erzielte. Wie im Vorjahr stieg Walace auch mit Hannover 96 in die 2. Bundesliga ab.

#### Italien und Rückkehr Brasilien
Nachdem Walace unter dem neuen Cheftrainer Mirko Slomka an den ersten beiden Spieltagen der neuen Zweitligasaison nicht im Kader gestanden hatte, wechselte er am 12. August 2019 zum italienischen Erstligisten Udinese Calcio. Walace etablierte sich in der Serie A ab dem Ende der Saison 2019/20 als Stammspieler, im November 2022 verlängerte er seinen Vertrag bis 2026. Im Sommer 2023 wurde er Mannschaftskapitän bei Udinese Calcio. Nach Abschluss der Saison 2023/24 kehrte der Spieler in seine Heimat zurück.
Walace unterzeichnete einen Kontrakt beim Cruzeiro EC aus Belo Horizonte. Die Brasilianer zahlten eine Ablösesumme von acht Millionen Euro. Der Kontrakt erhielt eine Laufzeit bis Jahresende 2028.

### Nationalmannschaft
Walace nahm Anfang 2015 mit der brasilianischen U20-Nationalmannschaft an der U20-Südamerikameisterschaft in Uruguay teil und kam in fünf Spielen zum Einsatz. Für die Copa América Centenario 2016 in den Vereinigten Staaten wurde Walace anstelle des verletzten Luiz Gustavo in den brasilianischen A-Nationalmannschaftskader nachberufen. Am 9. Juni 2016 kam er beim 7:1-Sieg im Gruppenspiel gegen Haiti zu seinem A-Nationalmannschaftsdebüt und einzigen Turniereinsatz. Auch für die Olympischen Spiele 2016 in Rio de Janeiro wurde Walace in den Kader seines Heimatlandes berufen. Dort kam er in vier Spielen seiner Mannschaft zum Einsatz, mit der er am 20. August 2016 die Goldmedaille gewann.

## Erfolge
Grêmio Porto Alegre
- Brasilianischer Pokalsieger: 2016

Nationalmannschaft

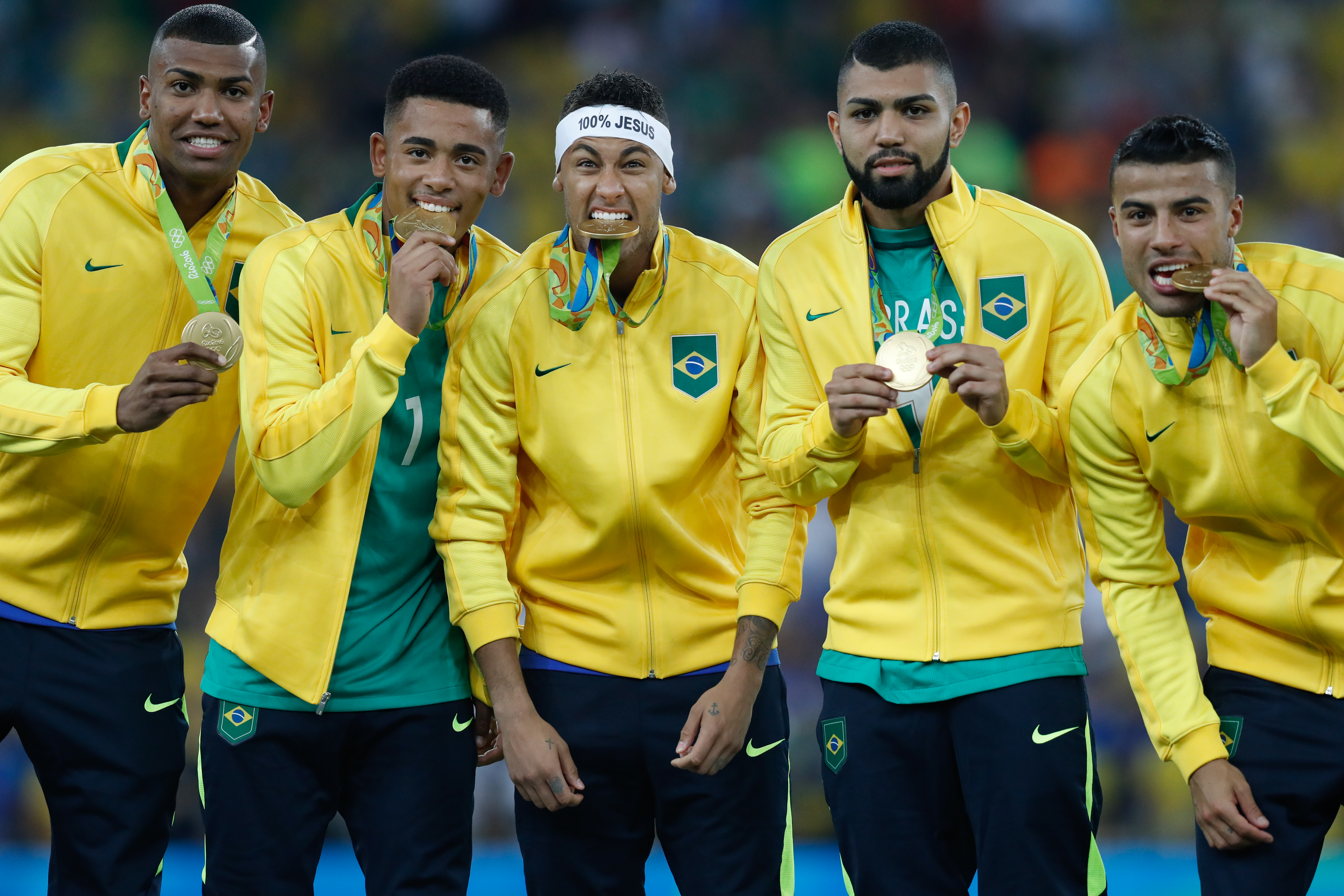
V. l. n. r.: Walace, Gabriel Jesus, Neymar, Gabriel Barbosa und Rafinha mit der olympischen Goldmedaille (2016)

- Goldmedaille bei den Olympischen Spielen: 2016